# Narita Express
Narita Express (成田エクスプレス (Thành Điền Express) Narita ekusupuresu), viết tắt là N'EX, là một dịch vụ tàu tốc hành đặc biệt (limited express) hoạt động tại Nhật Bản từ năm 1991 bởi Công ty Đường sắt Đông Nhật Bản (JR East), kết nối Sân bay Quốc tế Narita với nhiều ga quan trọng của Vùng thủ đô Tokyo. Với tần suất 2 chuyến mỗi giờ vào các buổi sáng và tối, và 1 chuyến mỗi giờ vào ban ngày. Đối thủ chính của Narita Express là Skyliner, cũng kết nối đến sân bay Narita nhưng của Công ty Đường sắt điện Keisei.

## Các tàu và hành trình vận chuyển

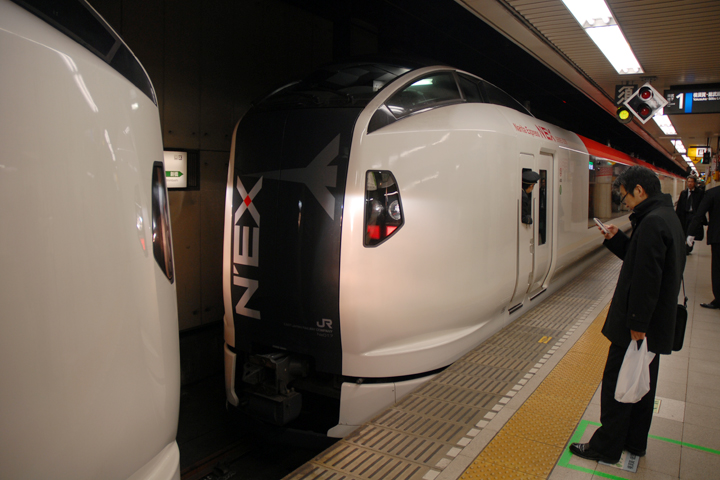
Hai tàu dòng E259 đang được tách ra ở ga Tokyo vào tháng 2 năm 2011

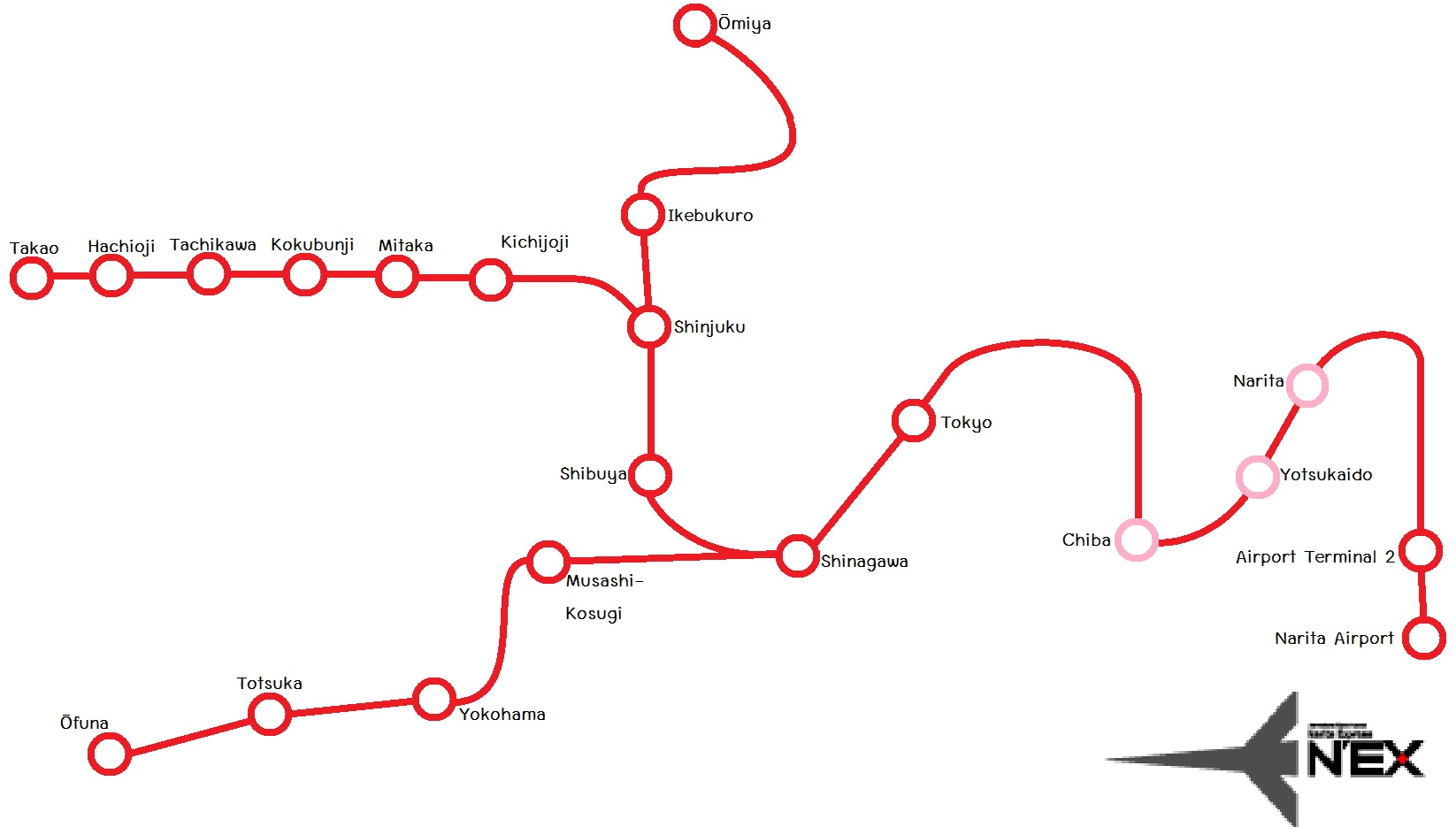
Bản đồ lộ trình

Các tàu Narita Express đi đến rất nhiều ga quan trọng của Vùng thủ đô Tokyo. Các tàu thuộc thế hệ tàu dòng E259 có 6 toa và chỉ dành riêng cho dịch vụ này, tất cả đều đi qua ga Tokyo, nơi mà các tàu sẽ được tách ra hoặc nối lại (từ/thành 12 toa). Thông thường, các tàu từ Ōfuna hoặc Yokohama được nối thêm với các tàu từ Shinjuku, Ikebukuro hoặc Ōmiya và giữ nguyên chiều dài cho tới bên cuối ở sân bay Narita (thông qua Tuyến Sōbu Chính và Tuyến Narita). Ở chuyến về, thì sẽ làm ngược lại. Từ Ōfuna, một vài các tàu chạy theo mùa sẽ tiếp tục đi tới Kamakura và Yokosuka bằng Tuyến Yokosuka, và từ Takao, một vài các tàu chạy theo mùa sẽ tiếp tục đi tới Otsuki và Kawaguchiko bằng Tuyến Fujikyuko.
Đa số các tàu Narita Express sẽ không dừng giữa Tokyo và Ga Narita Airport Terminal 2·3. Vào các buổi sáng, tối cao điểm, một vài tàu sẽ chạy dưới dạng tốc hành (commuter express), dừng thêm tại Chiba, Yotsukaidō, Sakura, và Narita. Trung bình thời gian hành trình từ Tokyo đến Sân bay Narita là từ 55 phút cho tới 1 giờ. Tất cả các ghế đều phải đặt trước, chia ra hai loại là hạng ghế chuẩn và hạng ghế hạng nhất (Green).

## Bố trí tàu
Vào tháng 3 năm 2012, các tàu từ Tokyo đến Sân bay Narita có 12 toa, được bố trí như hình dưới đây, với toa số 1 là toa cuối ở Shinjuku / Yokohama, và toa số 12 là toa cuối ở Sân bay Narita Airport. Tất cả các ghế đều phải đặt trước, toa hạng nhất (Green car) được đặt ở toa số 6 và 12.
| Toa số    | 1         | 2         | 3         | 4             | 5             | 6                 | điểm nối, tách tàu tại ga Tokyo | 7         | 8         | 9         | 10            | 11            | 12                |
| Tên riêng | KuHa E258 | MoHa E258 | MoHa E259 | MoHa E258-500 | MoHa E259-500 | KuRo E259         | điểm nối, tách tàu tại ga Tokyo | KuHa E258 | MoHa E258 | MoHa E259 | MoHa E258-500 | MoHa E259-500 | KuRo E259         |
| Vé        | Đặt trước | Đặt trước | Đặt trước | Đặt trước     | Đặt trước     | Hạng nhất (Green) | điểm nối, tách tàu tại ga Tokyo | Đặt trước | Đặt trước | Đặt trước | Đặt trước     | Đặt trước     | Hạng nhất (Green) |

## Nội thất
Các toa hạng nhất có hệ thống ghế được bọc da, hướng cùng chiều với tàu và có thể xoay 180 độ (phục vụ chiều về). Bề rộng chỗ ngồi là 1.160 mm (46 in). 
Các ghế toa còn lại có chức năng tương tự nhưng không được bọc da và chỉ có bề rộng 1.020 mm (40 in).

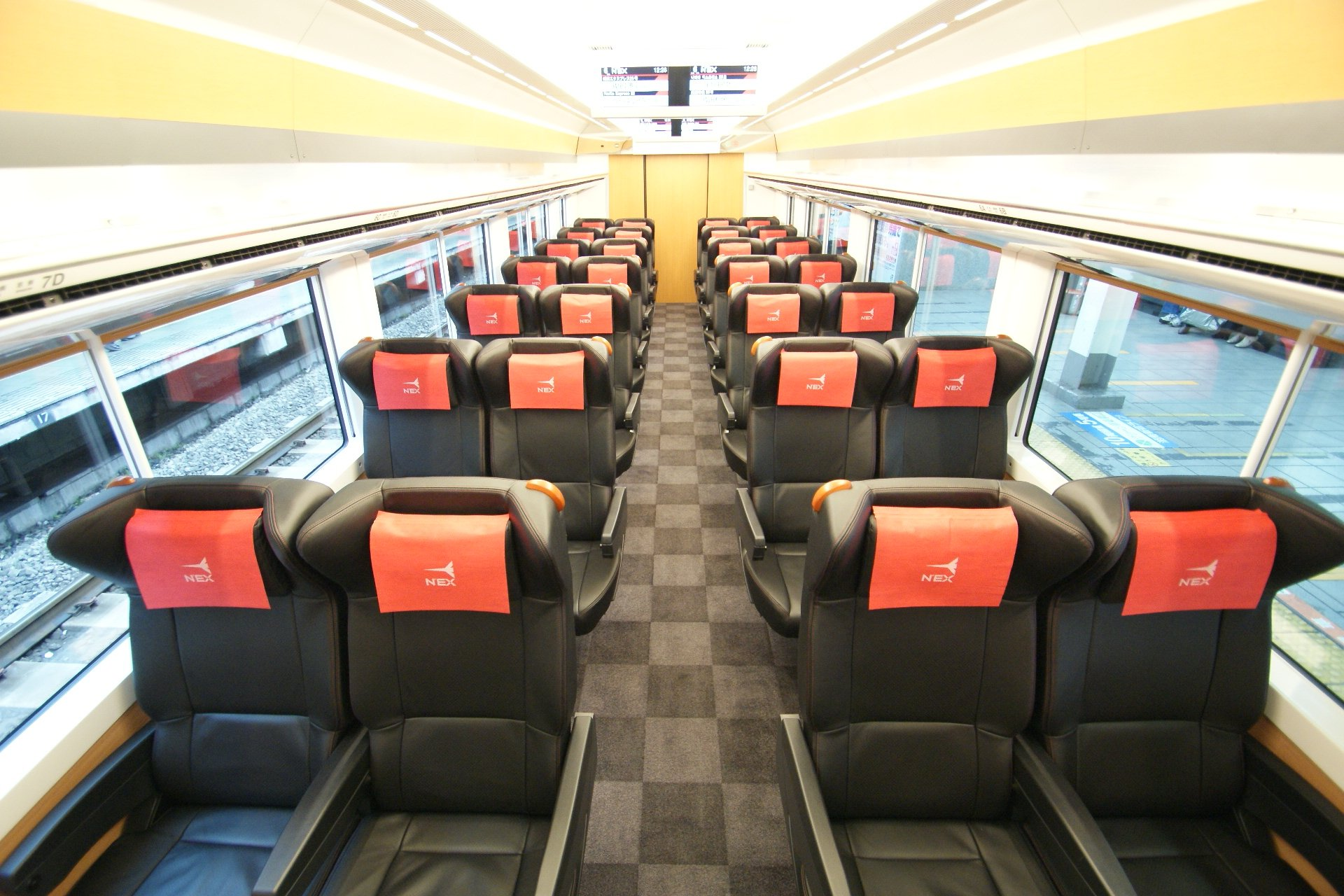
Nội thất toa hạng nhất
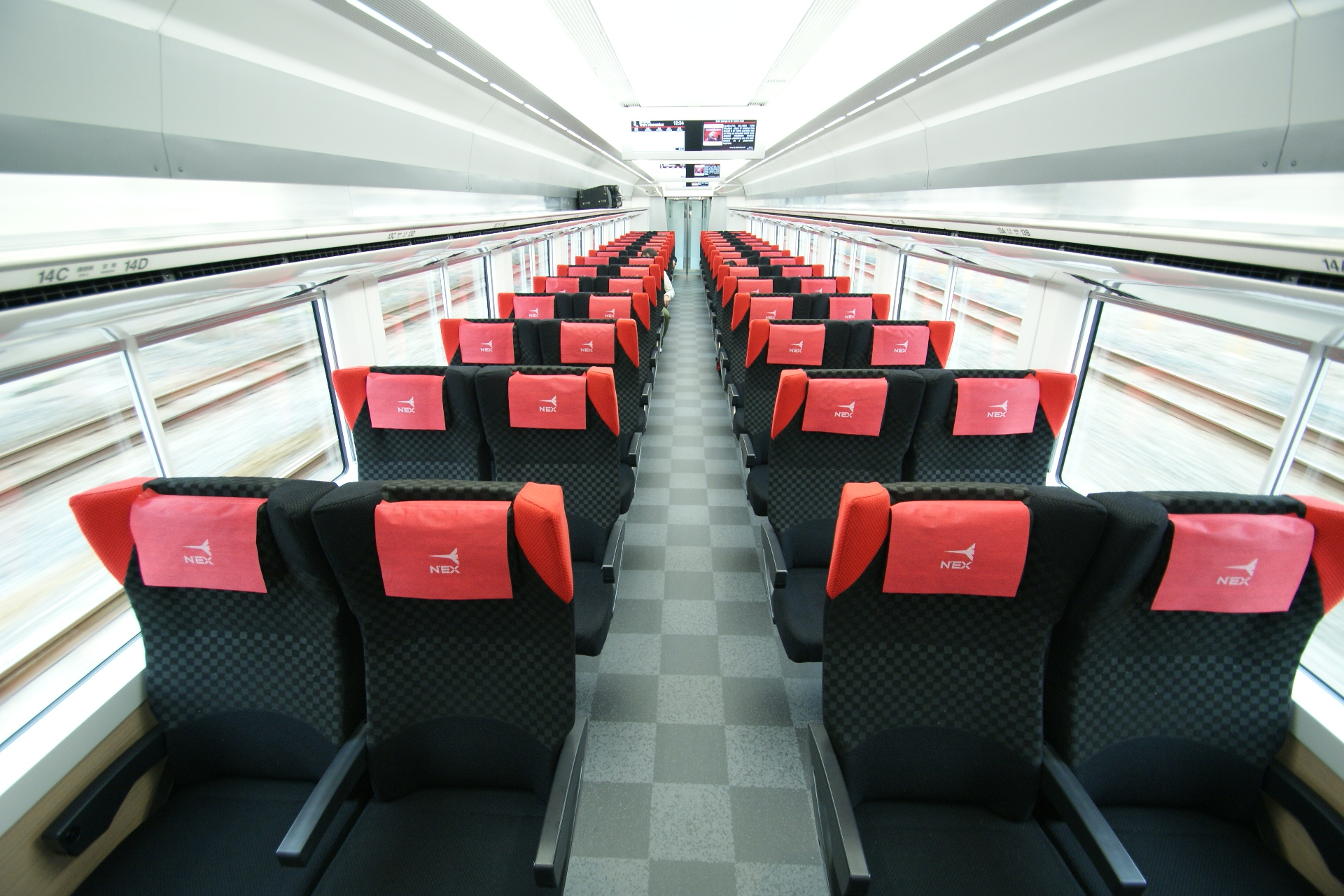
Nội thất toa tiêu chuẩn
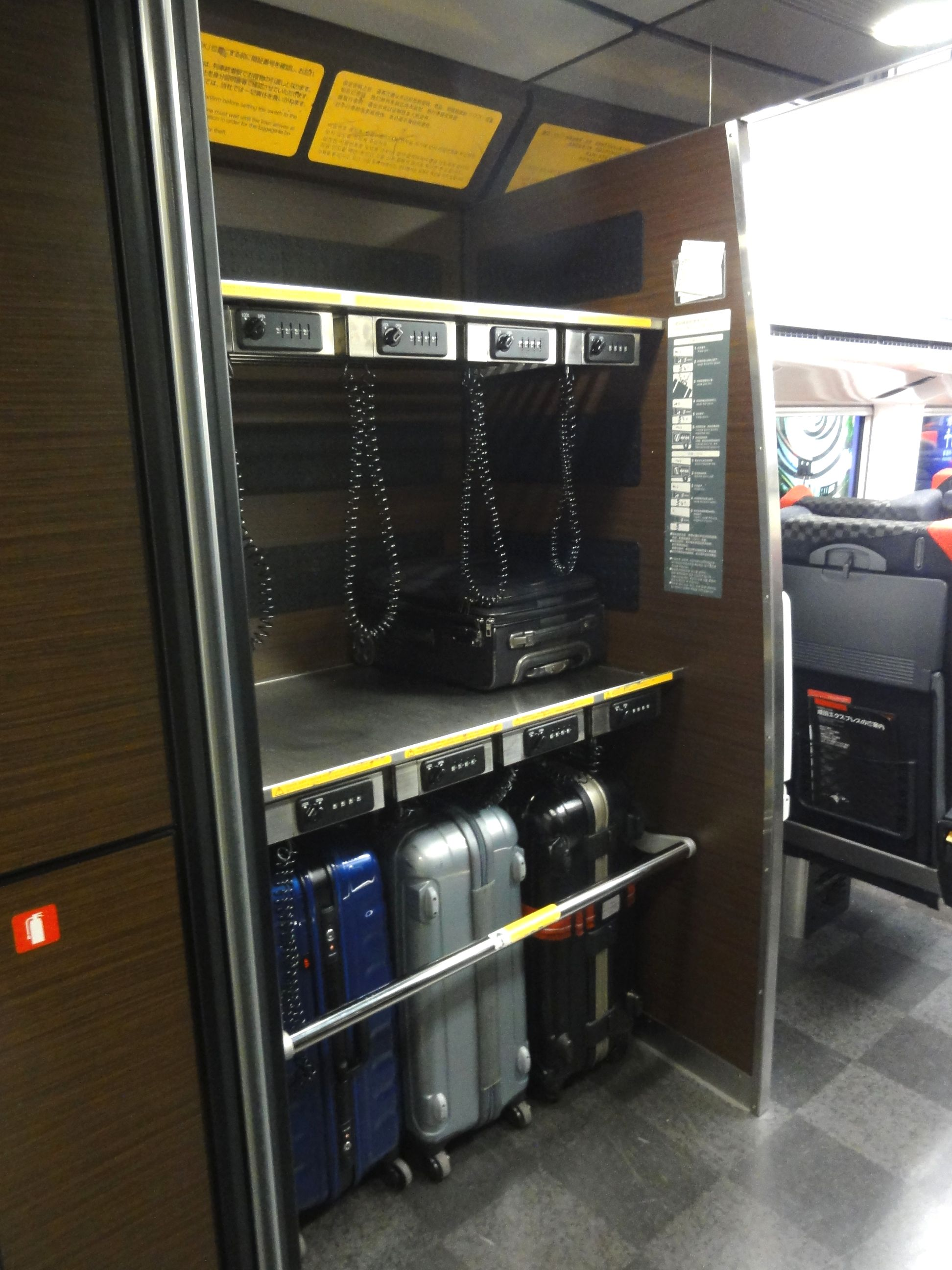
Khu vực để hành lý cồng kềnh có hệ thống khóa
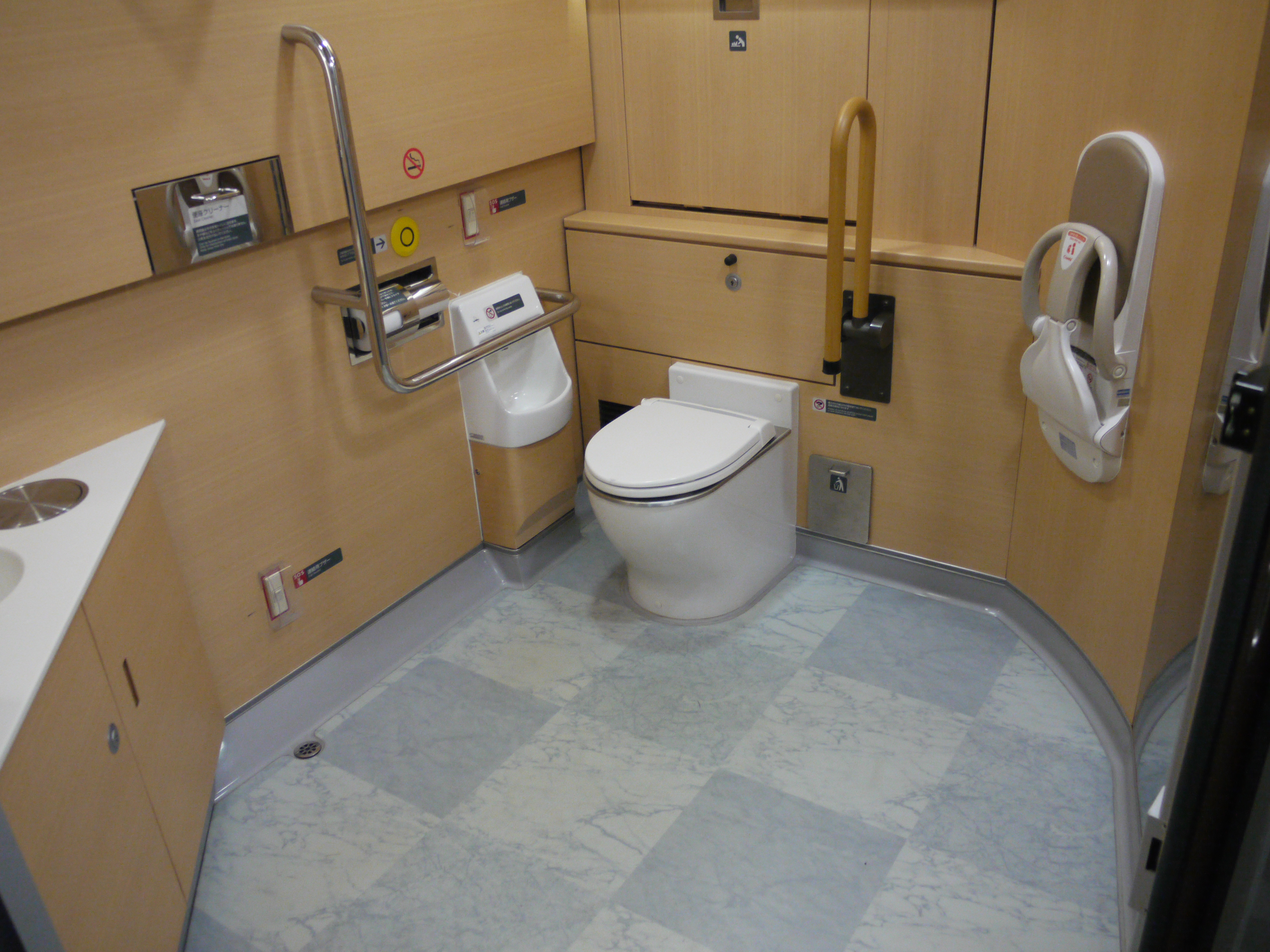
Khu vệ sinh của toa hạng nhất

## Lịch sử

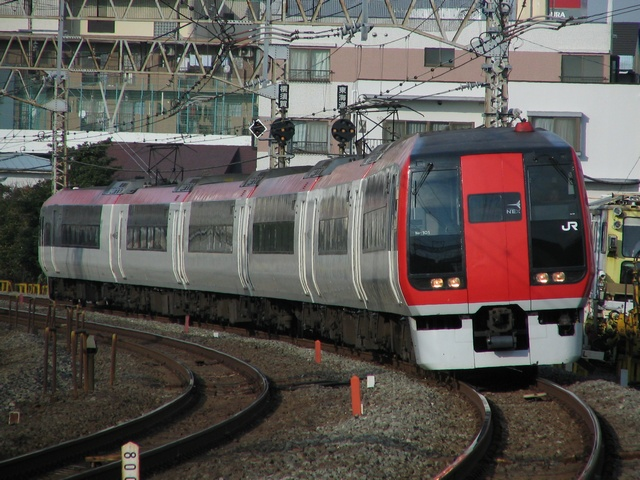
Tàu Narita Express thế hệ cũ - dòng 253 vào tháng 12 năm 2006

Cho tới năm 1991, các chuyến tàu đi đến Sân bay Narita chỉ được phục vụ bởi Keisei Skyliner, sử dụng hệ thống ga riêng của Keisei, kết nối bất tiện với hệ thống ga của mình. Công ty Đường sắt Đông Nhật Bản đã có kế hoạch xây dựng một tuyến đường sắt cao tốc mới, mang tên là Narita Shinkansen, đi đến thẳng các nhà ga ngầm dưới sân bay Narita. Tuy nhiên, kế hoạch bị loại bỏ vào những năm 1980, và vị trí, ray trước đây định dành cho ga ngầm và tuyến shinkansen nay được kết nối trực tiếp với Tuyến Narita và Tuyến Keisei Chính đến thẳng sân bay. Các tàu Narita Express bắt đầu đến nhà ga mới từ 19 tháng 3 năm 1991, và các tàu Skyliner cũng chuyển sang dùng nhà ga mới cùng thời điểm đó.
Cho tới tháng 3 năm 2004, dịch vụ tốc hành đặc biệt Wing Express được giới thiệu nhằm hoàn thiện Narita Express, với một chuyến khứ hồi mỗi ngày giữa Ōmiya/Ikebukuro/Shinjuku và Sân bay Narita. Dịch vụ này sau đó bị thay thế bởi việc mở rộng hoạt động của Narita Express.
Kể từ ngày 10 tháng 12 năm 2005, Narita Express trở thành tàu cấm hút thuốc lá.
Vào ngày 1 tháng 10 năm 2009, chín con tàu mới thuộc dòng E259 gia nhập đội 26 tàu Narita Express khứ hồi, thay thế các tàu dòng 253 cũ. Tới tháng 7 năm 2010 toàn bộ các tàu Narita Express đều được thay mới thành dòng E259.
Từ 13 tháng 10 năm 2010, dịch vụ Narita Express phục vụ được nhiều ga hơn nhờ việc tách / nối tàu tại ga Tokyo Tokyo. Hầu hết thời gian đều phục vụ 2 chuyến mỗi giờ giữa Sân bay Narita và Tokyo, Shinjuku, Yokohama. Các tàu đến/đi từ Shinjuku, dừng thêm ở Shibuya, các tàu đến/đi từ Yokohama dừng thêm ở ga mới Musashi-Kosugi.
Dịch vụ Narita Express bị tạm dừng vào ngày 11 tháng 3 năm 2011 do xảy ra thảm họa Động đất và sóng thần Tōhoku và thiếu điện ở khu vực Tokyo. Sau đó, dịch vụ được nối lại một phần vào ngày 4 tháng 4 năm 2011, với tần suất vào thời gian chạy tàu như lúc trước xảy ra thảm họa đã được thông qua vào ngày 3 tháng 9 năm 2011.